# Awanport
Awanport  (także: przedporcie lub przedport) – najdalsza z wewnętrznych części wodnej powierzchni portu (czyli część jego akwatorium), przylega do wejścia do portu i redy, ograniczona jest zazwyczaj falochronem. Z awanportu statki przechodzą do dalszych akwenów portowych: basenów portowych, doków lub kanałów portowych, lub też podchodzą bezpośrednio do nabrzeży, pirsów, pomostów itp.
Awanport zmniejsza siłę fal, a w przypadku portów rzecznych osłabia prąd wody, służy również do wykonywania manewrów. Częścią awanportu może być obrotnica portowa – miejsce, w którym statki są obracane za pomocą holowników. W przypadku dużych awanportów mogą przebywać w nich statki oczekujące na wejście w głąb portu.
Pojęcie awanportu zostało zdefiniowane w Rozporządzeniu Ministra Transportu i Gospodarki Morskiej z dnia 1 czerwca 1998 r. w sprawie warunków technicznych, jakim powinny odpowiadać morskie budowle hydrotechniczne i ich usytuowanie.
Mianem awanportu określane jest również miejsce, w którym statki czekają na wejście do śluzy.